# H. Olawski
H. Olawski war eine Buchhandlung mit Druckerei und Verlag in Inowrazlaw in der preußischen Provinz Posen von 1868 bis etwa 1919.

## Geschichte
Im Herbst 1868 gründete Heinrich Olawski (1840/41–1922) eine Buch-, Kunst- und Musikalienhandlung mit Druckerei in Inowrazlaw. Er war ein Sohn des Buchhändlers Gustav Olawski aus Trzemeszno (Tremessen). Die Buchhandlung verkaufte deutsche und polnische Literatur, sie befand sich später in der Friedrichstraße 70a (jetzt ul. Królowej Jadwigi).
H. Olawski gab die erste Tageszeitung der Stadt Kujawischer Bote von 1878 bis 1896 heraus, außerdem druckte er die Jahres-Berichte des örtlichen Gymnasiums (um 1886–1895), einige regionale Schriften, wahrscheinlich Adreßbücher von Inowrazlaw  und mehr. Er gab auch einige Bücher heraus. Die Buchhandlung bestand noch im November 1918, wurde aber  bald danach auf Grund der politischen Veränderungen in der Region geschlossen.
Hugo Olawski, wahrscheinlich ein Sohn, eröffnete 1878 die Buchhandlung H. Olawski (Warszawa) in Warschau, die er 1896 an Hermann Riegel abgab. Ein weiterer Sohn Emil Olawski übernahm 1898 die Vossische Buchhandlung in Berlin, die er erfolgreich weiterführte.